# Europaschutzgebiet Mond- und Attersee

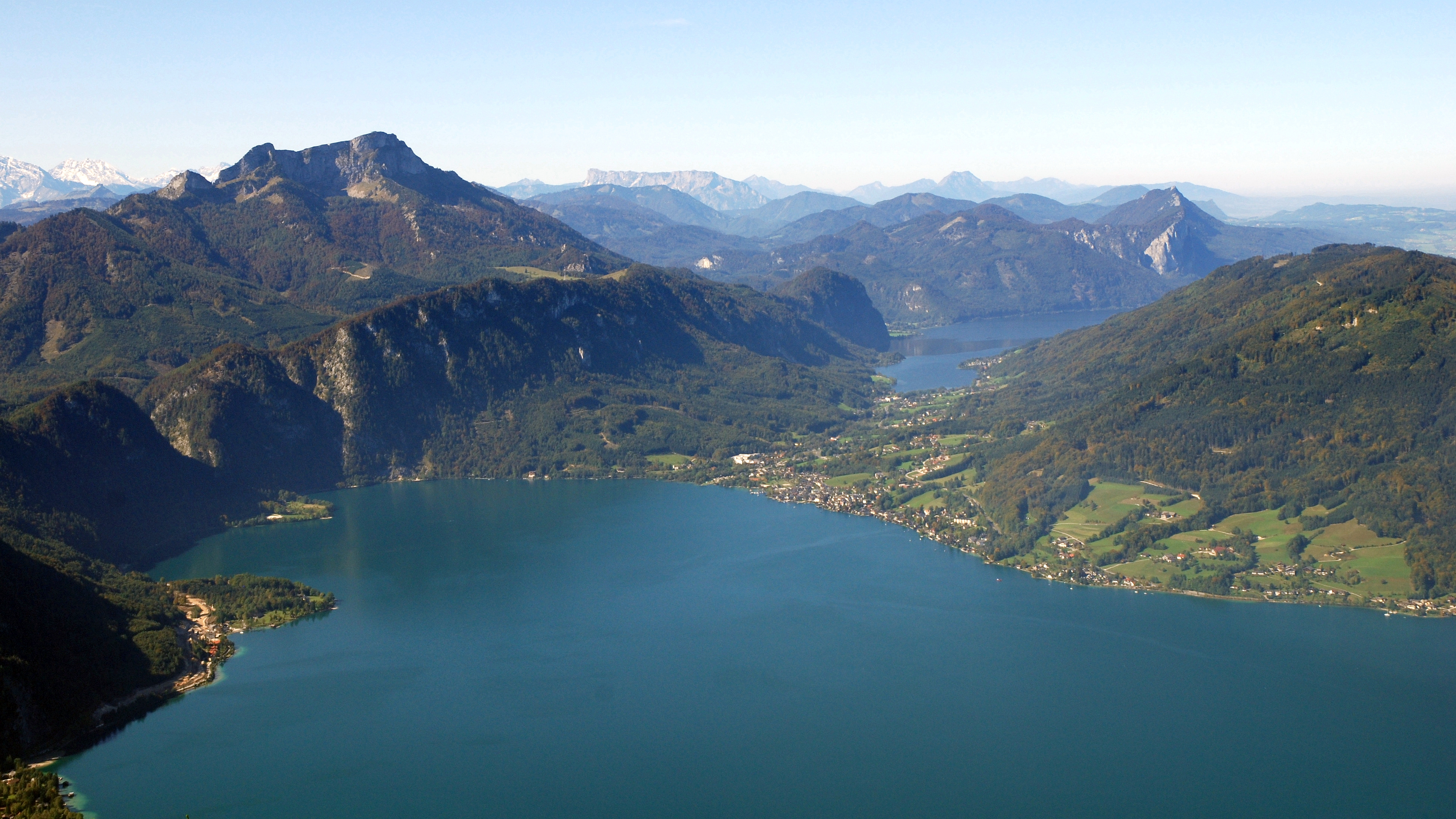
Der Mondsee (im Hintergrund) entwässert über die Seeache in den Attersee

Das Europaschutzgebiet Mond- und Attersee (AT3117000) ist ein Schutzgebiet gemäß der FFH-Richtlinie als Teil des Netzwerks Natura 2000. Das Schutzgebiet befindet sich in den Bundesländern Oberösterreich und im Land Salzburg. Es ist 6134,4 Hektar groß und umfasst den Mondsee, den Attersee, die Seeache, sowie die Unterläufe von Zeller Ache, Fuschler Ache und Äußerem Weißenbach.

## Geschichte
Mit Entscheidung der Europäischen Kommission vom 22. Dezember 2003 wurde das Gebiet in die Liste von Gebieten von gemeinschaftlicher Bedeutung für die alpine geographische Region aufgenommen. Die Schutzgüter, die zur Ausweisung dieses Gebietes als Europaschutzgebiet (Natura-2000-Gebiet) geführt haben, sind der Lebensraumtyp oligo- bis mesotrophe kalkhaltige Gewässer mit benthischer Vegetation aus Armleuchteralgen sowie die beiden Fischarten Perlfisch (Rutilus meidingeri) und Seelaube (Chalcalburnus chalcoides). Beide Fischarten wandern zur Laichzeit in die Unterläufe der Flüsse, um dort auf flachen Schotterbänken zu laichen. Mit der Verordnung der OÖ. Landesregierung vom 20. Dezember 2006 wurde das Gebiet gemäß FFH-Richtlinie als sogenanntes Europaschutzgebiet in nationales Recht übergeführt.